# Dictyotrypeta atacta
Dictyotrypeta atacta är en tvåvingeart som först beskrevs av Friedrich Georg Hendel 1914.  Dictyotrypeta atacta ingår i släktet Dictyotrypeta och familjen borrflugor. Inga underarter finns listade i Catalogue of Life.